# Euagoras II.

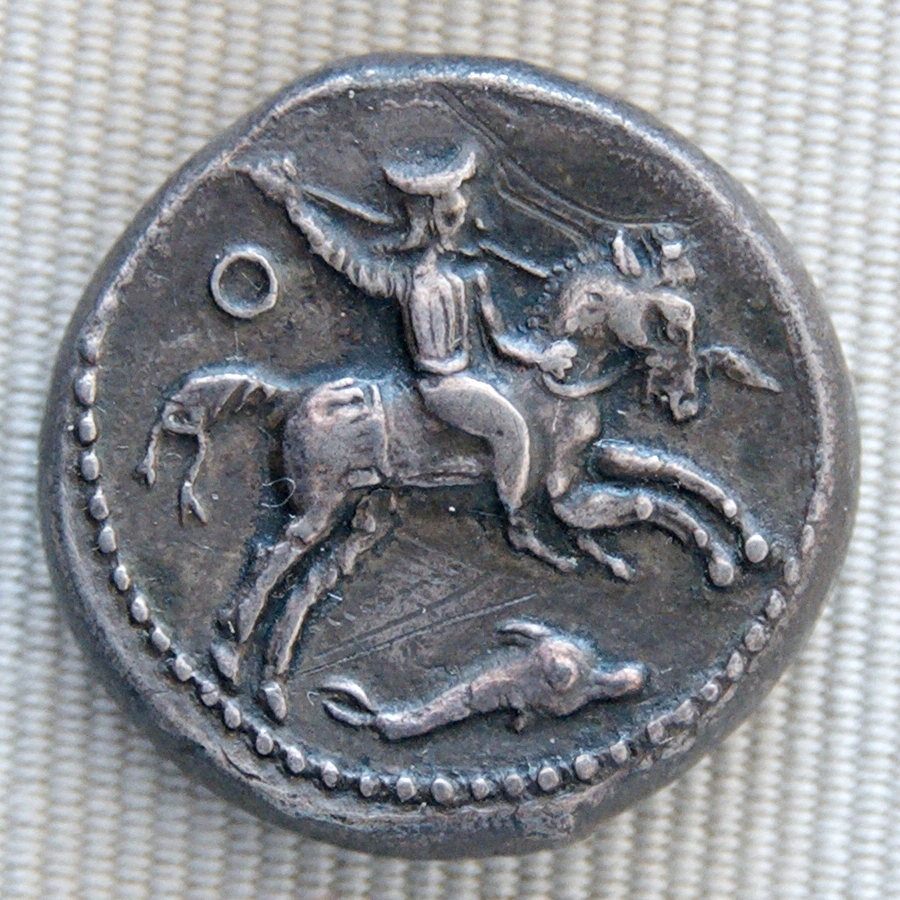
Silber-Tetradrachme: Euagoras II. (Cabinet des médailles, Paris)

Euagoras II. (altgriechisch Εὐαγόρας Euagóras), auch Evagoras, war seit vor 360 v. Chr. König des antiken Stadtstaates Salamis auf Zypern und persischer Satrap.
Euagoras war wahrscheinlich ein Sohn von Nikokles und ein Enkel von Euagoras I. Er war ein perserfreundlicher Politiker, weshalb er um 360 v. Chr. von aufständischen Zyprioten unter Führung seines Halbneffen und späteren Nachfolgers Pnytagoras gestürzt und von der Insel vertrieben wurde. Als Ausgleich erhielt Euagoras von den Persern die Königsherrschaft über das phönizische Sidon: wegen seiner Unfähigkeit jedoch wurde er aus dem Amte gejagt und flüchtete zurück nach Zypern, wo er gefangen genommen und hingerichtet wurde.